# Karl Derntl
Karl Derntl (* 12. August 1918 in Linz; † 20. Mai 1975)  war ein oberösterreichischer Musiker und Komponist.

## Leben und Wirken
Karl Derntl wuchs in St. Georgen an der Gusen im Kreise seiner musikalischen Familie auf. Sein Bruder Franz unterrichtete ihn im Violinspiel und später studierte er Trompete am Anton Bruckner Konservatorium des Landes Oberösterreich. Sein Traum war es, Zirkusmusiker zu werden. 1938 und während des Zweiten Weltkriegs war er als 1. Trompeter in einem Infanterieregiment eingesetzt. Kameradschaften mit namhaften Musikern waren ausschlaggebend für seine weiteren musikalischen Studien, beispielsweise der Kompositionslehre bei Professor Jaerger. 
Nach seiner Rückkehr aus der Kriegsgefangenschaft zog er nach Steyregg, heiratete und bekam die Kinder Martha und Karl. Seine berufliche Tätigkeit in der VÖEST konnte er mit seinem musikalischen Talent verbinden und er spielte im Werksorchester und in der Stadtkapelle Steyregg Flügelhorn. 
Ab 1948 war er als stellvertretender Kapellmeister für die Jungmusikerausbildung verantwortlich, wobei er Lehrmaterial teilweise selber erstellte (Bläserschule, Tonleiterstudien).  1966, zwei Jahre nach Abschluss der Ausbildung zum Kapellmeister, nach dem Ableben von Sadtkapellmeister Max Geiblinger übernahm er die Leitung der Stadtkapelle Steyregg, deren Musiker gemeinsam mit ihm auf Erfolge bei Wertungsspielen, Reisen nach Luxemburg und in die Niederlande zurückblicken kann.
Neben der Bearbeitung zahlreicher Werke für Blasmusik komponierte Karl Derntl Lieder, Charakterstücke, zwei Ouvertüren, eine Cäcilienmesse für Blasmusik und Märsche, von denen einige sehr populär wurden.